# Теодора Анна Дука Сельво
Теодора Анна Дука (грец. Θεοδώρα Άννα Δούκαινα) (1058—1083) — дочка візантійського імператора Костянтина X Дука та його другої дружини Євдокії Макремболітіси. Вона була догарессою — дружиною Доменіко Сельво, венеційського дожа з 1075 до її смерті у 1083.
Весілля Теодори та Доменіко Сельво відбулось у Константинополі (1075) з усією імператорською пишністю, імператорську діадему надягав її брат, Михайло VII Дука. У Венеції Теодору недолюблювали через аристократичну поведінку і гордовиті манери. Її поведінка сприймається дуже екстравагантнотною, через використання виделки, чаші для пальців, серветок, бра. Доґаресса померла від дегенеративного захворювання, які пояснювали венеційці як божественне покарання за «надмірний» спосіб життя. Збереглися нотатки про її вишукані манери, які написав Петро Даміані, єпископ Остії, «Дружина венеційського дожа, чиє тіло, після її надмірного життя, повністю згнило»."
Але ці записи сумнівні, бо весілля Теодори та Доменіко Сельво відбулося у 1075 році, а Петро помер в 1072 році. Ці записи Петра Даміані могли стосуватися Марії Арджирополі і Джованні Орсеоло: вона племінниця візантійського імператора Василія II та Констянтина VIII, він, син дожа П'єтро II Орсеоло. Марія і Джованні одружилися у Константинополі у 1005 або 1006. Обидвоє померли в 1007 році, коли чума охопила місто-державу. Петро Даміані народився між 995 і 1007: йому було, не більше, 11 років, коли Марія, Джованні та їх син прибули до Венеції.

## Нотатки
1. 1 2  Lundy D. R. The Peerage
2. ↑  Henisch pg. 185—186